# Brunkivi
Brunkivi (Apteryx mantelli) är en starkt hotad fågel i familjen kivier inom ordningen kivifåglar. Fågeln är endemisk för den nyzeeländska Nordön.

## Fältkännetecken

### Utseende
Brunkivin är en medelstor kivi (40 cm) och som övriga kiviarter är flygoförmögen och saknar synliga vingar. Fjädrarna är mörkt gråbruna och streckade längs med i rödbrunt, näbben är elfenbensfärgad. Den skiljer sig från andra kiviarter genom att vara brun snarare än grå, rödbrun eller mörkbrun, att fjäderspetsarna är styva snarare än mjuka och att ansiktsborsten är långa. 

### Läte
Hanen avger en gäll och klar först stigande och sedan sjunkande vissling medan honans läte snarare är ett mörkare, hest tjut. Det finns tecken på att arten sjunger i duett. Lätena hörs nattetid, framför allt under mörkrets två första timmar.

## Ekologi
Brunkivin föredrar tät subtropisk och tempererad skog, men förekommer också i buskmarker, ungskog, tallplantage och odlingsmark. Födan består av invertebrater. Den lägger en eller två ägg i upp till tre kullar per år och hanen nästan allt ruvande i 78–84 dagar, bland den längsta tiden i fågelvärlden. Kycklingarna kläcks fullfjädrade och lämnar boet först efter en vecka utan vuxens sällskap. Fler kycklingar kläcks i återanvända bon än tidigare inte använda.

## Systematik och taxonomi
Fram till 2003 inkluderades okaritokivi (A. rowii) i brunkivi, då den förra beskrevs som ny art. Längre tillbaka betraktades mantelli som en del av A. australis.

## Utbredning och status

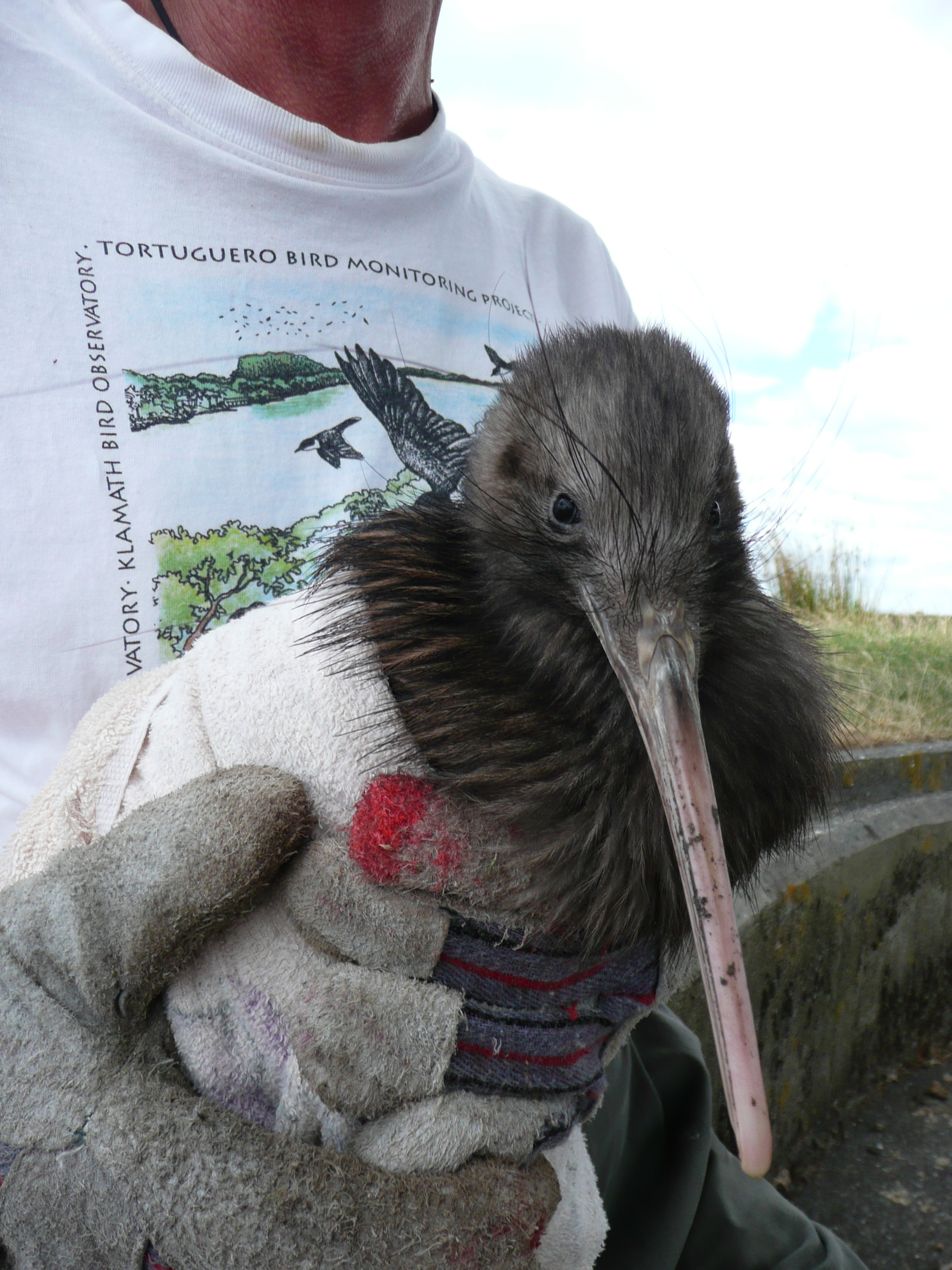
Brunkivi på Motuora Island i Sugar Loaf Islands.

Brunkivi förekommer på Nordön i Nya Zeeland samt på närliggande öar. Bestånden är isolerade och fragmenterade. Den är lokalt vanlig i Northland och mest sparsam från Coromandelhalvön, Bay of Plenty, Gisborne till norra Ruahinebergen och från Tongariro till Taranaki. 

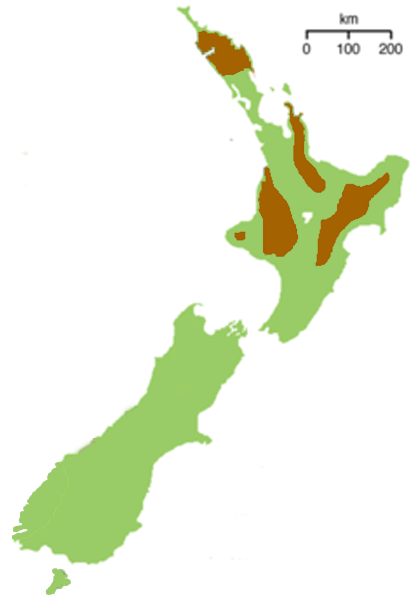
Utbredningsområde i brunt.

Världspopulationen beräknas till 25 300 individer 2008. Antalet har troligen minskat med åtminstone 90 % sedan 1900 och populationen på Nordön minskar med 2,5 % årligen. Populationen på Little Barrier Island, Kawau och Pounui är stabil. Fram till 2017 kategoriserade internationella naturvårdsunionen IUCN arten som starkt hotad, men numera anses den inte minska tillräckligt kraftigt för att anses som hotad och placeras därför i kategorin sårbar.

### Hot
Det största hotet mot artens överlevnad är att bli uppätna av rovdjur. För vuxna fåglar är hundar och tamiller farligast, medan ungfåglar hotas mest av hermelin och katt. En enda hund dödade ungefär 500 fåglar under sex veckor. Mellan 1990 och 1995 rapporterades över 70 tillfällen av hundar som dödar kivier i Northland.
Hanen som är mindre än honan kan vara utsatt för större risker, vilket påverkar könsfördelningen och därmed populationens tillväxt. I en population innan insatser infördes för att begränsa predation dog minst 94 % av ungfåglarna, varav hälften dog av introducerade predatorer. Habitatförstörelse fortsätter att hota små populationer, men hastigheten har minskat markant och betraktas inte längre vara en faktor i artens minskande.

## Namn
Kivifåglarnas släktesnamn Apteryx kommer från en kombination av grekiskans negativa prefix α- a-  och πτερυξ pterux ("vinge"), det vill säga "utan vinge". Det vetenskapliga artnamnet hedrar Walter Baldock Durant Mantell (1820–1895), en brittisk amatörgeolog och naturforskare bosatt i Nya Zeeland 1840 och grundare av New Zealand Institute. Själva ordet kivi är maori och tros allmänt vara ljudhärmande. Vissa lingvister tror dock att ordet kommer från urpolynesiskans kiwi vilket istället syftar på alaskaspoven, en fågel som övervintrar i tropiska Stilla havet. Med dess bruna kropp och böjda näbb finns en viss likhet med kivierna. Man tror då att de första polynesiska bosättarna i Nya Zeeland förde över ordet till kivierna.